# Dódžó

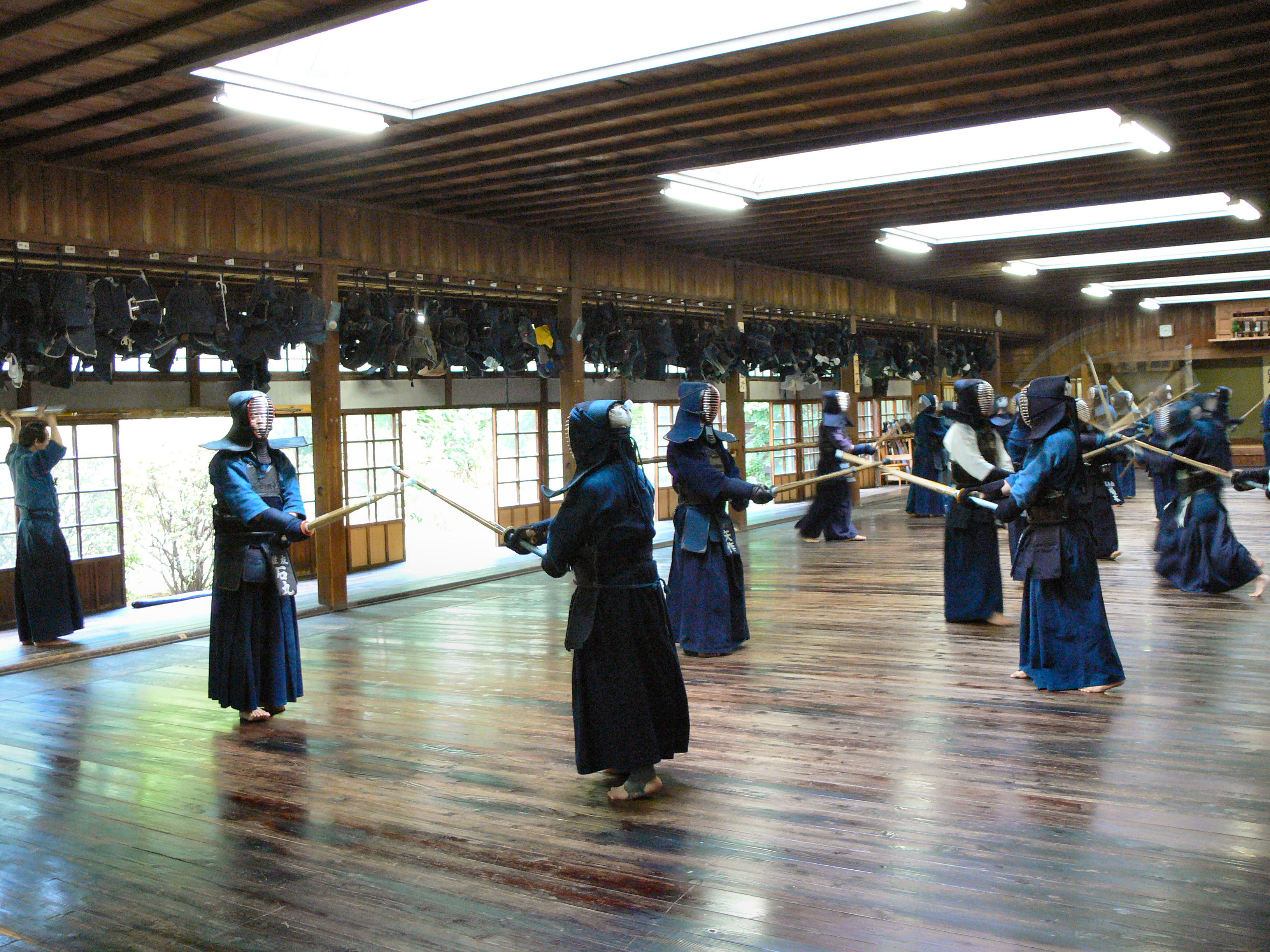
Výuka kendó v dódžó v Tokiu

Dódžó (japonsky: 道場), také se často vyskytuje v anglické transkripci, tedy dojo. V japonských bojových uměních je tímto termínem označováno místo (místnost, tělocvična, hala), kde probíhá výuka některého bojového umění.